# Otolemur monteiri
Il galagone gigante argentato od otolemure di Monteiro (Otolemur monteiri Bartlett, 1863) è un primate strepsirrino della famiglia dei Galagidi.
La specie era classificata come sottospecie di Otolemur crassicaudatus (O. crassicaudatus  subsp. monteiri): fu nel 2001 che Colin Groves ne propose e ne ottenne l'innalzamento al rango di specie a sé stante col nome di Otolemur monteiri, a sua volta suddivisa in due sottospecie, Otolemur monteiri argentatus e Otolemur monteiri monteiri.

## Distribuzione e habitat
Questi animali sono diffusi in Africa centro-meridionale, nella fascia che dall'Angola va alla Tanzania: ne esistono delle popolazioni anche in Kenya e Ruanda. Il suo habitat preferito: foreste di Brachystegia.

## Descrizione

### Dimensioni
Misura fino a 60 cm di lunghezza, almeno la metà dei quali spetta alla lunga coda.

### Aspetto
La sottospecie nominale ha il pelo grigio argenteo sul dorso e bianco-giallastro sul ventre, con nuca bruna e zampe di colore bruno scuro, mentre la sottospecie argentatus ha tonalità più scure e la coda tendente al bianco: in quest'ultima sottospecie sono inoltre frequenti i casi di melanismo.

## Biologia
Si tratta di animali notturni ed arboricoli, che di giorno dormono in cavità dei tronchi degli alberi od in nidi che essi stessi costruiscono con liane intrecciate.

Ogni esemplare si stabilisce in un territorio, che solitamente si sovrappone nelle aree periferiche a quelli di altri esemplari. Territori di esemplari dello stesso sesso e di età simili non si sovrappongono mai, mentre è frequente che le femmine restino con le madri o formino gruppi in cui i vari esemplari sono strettamente imparentati fra loro.

Ogni animale marca il proprio territorio tramite secrezioni ghiandolari, urina anche con la tecnica del lavaggio con urina, che consiste nell'urinare sulle mani e poi percorrere dei tracciati) e vari tipi di vocalizzazioni. Anche la postura del corpo è importante: caratteristica di questi animali è la postura quando si sentono minacciati ma costretti all'angolo, simile a quelle di un pugile.

### Alimentazione
Questi animali suddividono la propria dieta in parti uguali fra la frutta matura e gli insetti ed altri piccoli invertebrati.

### Riproduzione
Sia il maschio che la femmina si accoppiano promiscuamente con molti altri esemplari: i cuccioli, in numero di due o tre, nascono dopo una gestazione di circa 4 mesi. La madre li nutre con un latte altamente energetico (rispetto a quello di altri primati), sicché i cuccioli sono autosufficienti in pochi mesi. I maschi tendono ad allontanarsi prima e ad andare più lontano delle femmine, che spesso restano nel territorio materno anche dopo la maturità sessuale, che viene raggiunta attorno al decimo mese.